# Клуцько
Клуцько (пол. Kłucko) — село в Польщі, у гміні Радошиці Конецького повіту Свентокшиського воєводства.
Населення — 504 особи (2011).
У 1975-1998 роках село належало до Келецького воєводства.

## Демографія
Демографічна структура на день 31 березня 2011 року:
|          | Загалом | Допрацездатний вік | Працездатний вік | Постпрацездатний вік |
| -------- | ------- | ------------------ | ---------------- | -------------------- |
| Чоловіки | 267     | 41                 | 196              | 30                   |
| Жінки    | 237     | 49                 | 132              | 56                   |
| Разом    | 504     | 90                 | 328              | 86                   |